# Гауенштайн (об'єднання громад)
Гауенштайн (об'єднання громад) (нім. Verbandsgemeinde Hauenstein) — комуна в Німеччині, на землі Рейнланд-Пфальц.
Входить до складу району Південно-Західний Пфальц. Підпорядковується управлінню Хауенштайн. Населення становить 9315 осіб (30 червня 2006 року).